# Červená
Červená är ett berg i Tjeckien.   Det ligger i regionen Mähren-Schlesien, i den östra delen av landet, 230 km öster om huvudstaden Prag. Toppen på Červená är 755 meter över havet, eller 137 meter över den omgivande terrängen. Bredden vid basen är 11,9 km.
Terrängen runt Červená är huvudsakligen platt, men åt nordost är den kuperad. Runt Červená är det mycket glesbefolkat, med 7 invånare per kvadratkilometer. Närmaste större samhälle är Šternberk, 18,3 km väster om Červená. Omgivningarna runt Červená är en mosaik av jordbruksmark och naturlig växtlighet.